# Håkan Pettersson (ishockeyspelare)
Håkan Pettersson, född 11 maj 1949, död 10 maj 2008, var en svensk ishockeyspelare. Pettersson anslöt till Timrå IK 1967 efter att GIF Sundsvall avvecklat sin ishockeysektion och stannade i klubben i resten av sin karriär fram till 1982 då han slutade som spelare. Han var fram till 2007 den som hade spelat flest matcher för laget, totalt 451 matcher. Efter avslutad spelarkarriär verkade han som ledare i olika roller i föreningen. 
Pettersson deltog i fyra världsmästerskap med Sveriges herrlandslag i ishockey och erövrade bronsmedalj vid samtliga tillfällen. Deltog även med landslaget vid de Olympiska vinterspelen 1972 där Sverige slutade fyra.

## Meriter
- VM-brons 1971, 1972, 1974, 1975
- Stor grabb nummer 91